# Johannes Rehmke
Johannes Rehmke (1848–1930) – filozof niemiecki, przedstawiciel neokantowskiej szkoły badeńskiej. Głosił poglądy pokrewne filozofii immanentnej. Praca J. Rehmkego „Świat jako postrzeżenie i pojęcie” (niem. Die Welt als Wahrnehmung und Begriff, 1880) uchodzi za jedno z głównych dzieł immanentystów. Idealizm subiektywny Rehmkego poddał krytyce Włodzimierz Lenin w swej książce Materializm a empiriokrytycyzm.